# Thisteds amt
Thisteds amt (danska: Thisted Amt) var ett amt på nordvästra Jylland i Danmark. Amtet omfattade landskapet Thy, en del av Hans härad samt ön Mors. Den del av amtet som låg ute vid kusten mot Nordsjön var ett relativt öde område med sanddyner och unga skogsplanteringar medan den mot Limfjorden vettande inre delen samt ön Mors hörde till Danmarks mest fruktbara trakter med stor odling av havre och betor. Utöver residensstaden Thisted omfattade amtet även staden Nykøbing Mors samt nordsjöhamnen Hanstholm.

## Administrativ historik
Thisteds amt bildades i samband med amtsreformen 1793 genom en sammanslagning av Dueholms, Ørums och Vestervigs amt samt en del av Åstrups, Sejlstrups och Børglums amt (Vester Hans härad).
Amtet upphörde i samband med kommunreformen 1970 då det till större delen blev en del av Viborgs amt, samtidigt som mindre delar fördes till Nordjyllands amt respektive Ringkjøbings amt. Sedan kommunreformen 2007 tillhör huvuddelen av området Region Nordjylland, med undantag för den del som tidigare hade förts till Ringkjøbings amt (dåvarande Thyholms kommun) som tillhör Region Mittjylland.

## Härader

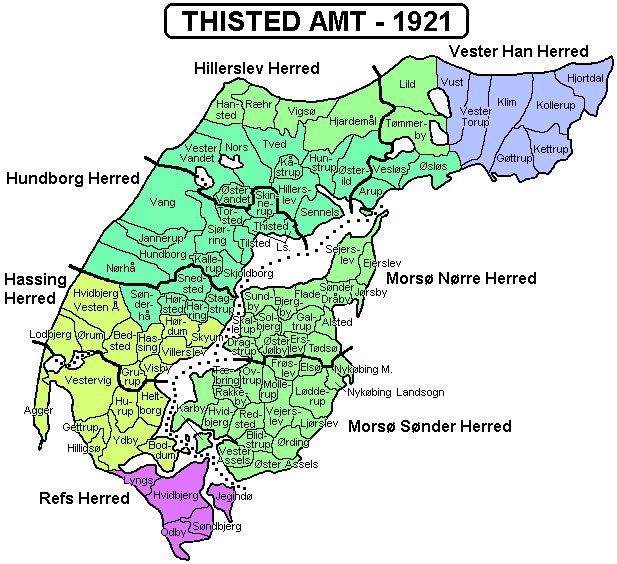
Karta över Thisteds amt med dess indelning i härader och socknar.

Thisteds amt omfattade sju härader:
- Hassings härad
- Hillerslevs härad
- Hundborgs härad
- Morsø Nørre härad
- Morsø Sønders härad
- Refs härad
- Vester Hans härad